# Palm (КПК)
Palm — семейство карманных компьютеров и коммуникаторов, работающих под управлением операционной системы Palm OS, а также webOS. Производились компанией Palm Computing (подразделение U.S. Robotics, затем 3Com и после этого — Palm, Inc.), а также другими фирмами. В 2010 году, после покупки Palm компанией Hewlett Packard, устройства выпускались уже под маркой этого производителя.

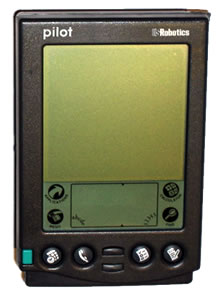
Pilot 5000

В настоящее время существует около 40 млн устройств, произведённых Palm Inc. и другими производителями, включая Samsung, Lenovo, Aceeca, AlphaSmart, Fossil, Inc., Garmin, GSPDA, IBM, Kyocera, PiTech, Sony и Symbol , Acer.

## Название
Первое поколение семейства, выпущенное в 1996 году, носило название Pilot. Из-за судебного процесса, связанного с торговой маркой Pilot Pen Corporation, второе поколение, выпущенное в 1997 году, уже носило имя PalmPilot. С 1998 года устройства стали известны просто как Palm, но, благодаря успеху Palm, название «PalmPilot» закрепилось в качестве синонима слова «PDA» (Personal Digital Assistant, PDA), вне зависимости от фирмы-изготовителя.

## История

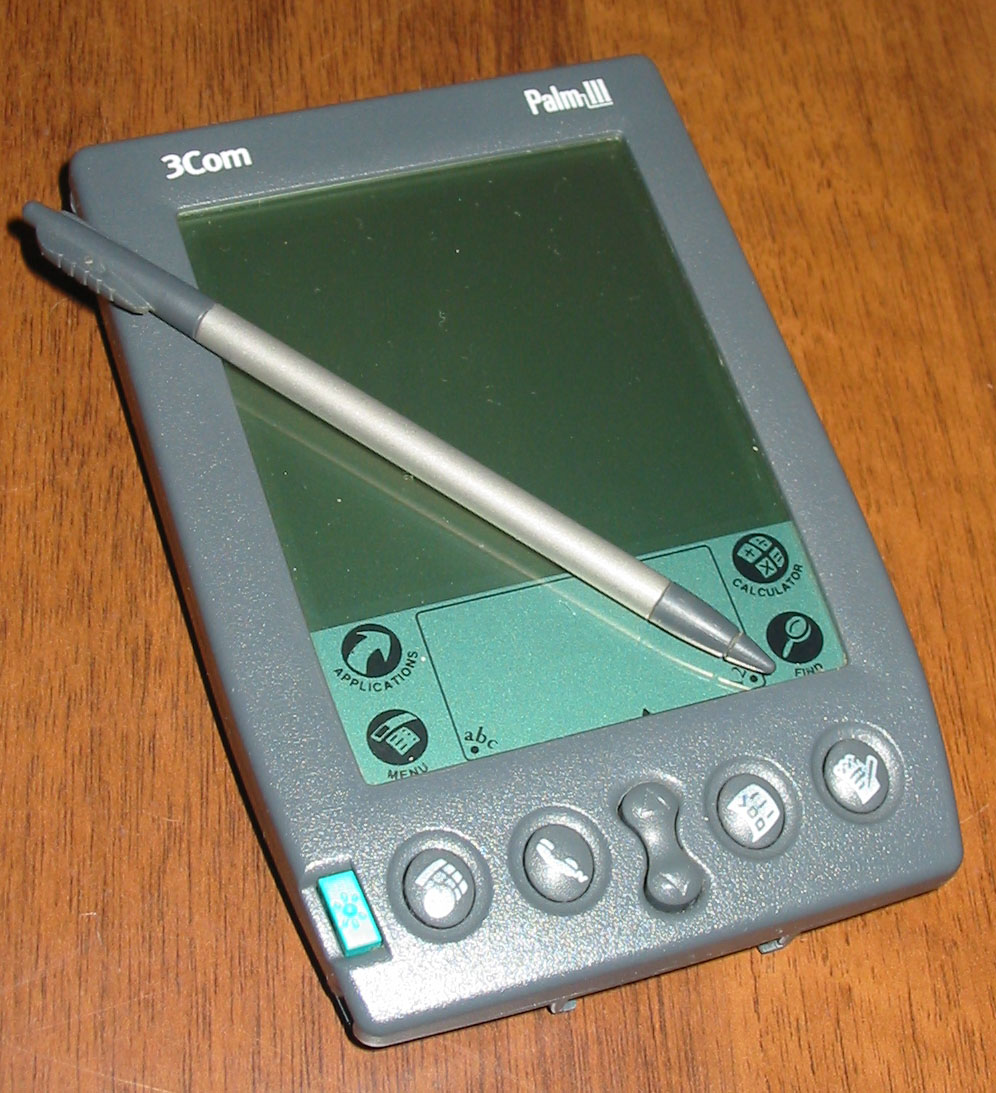
Palm III

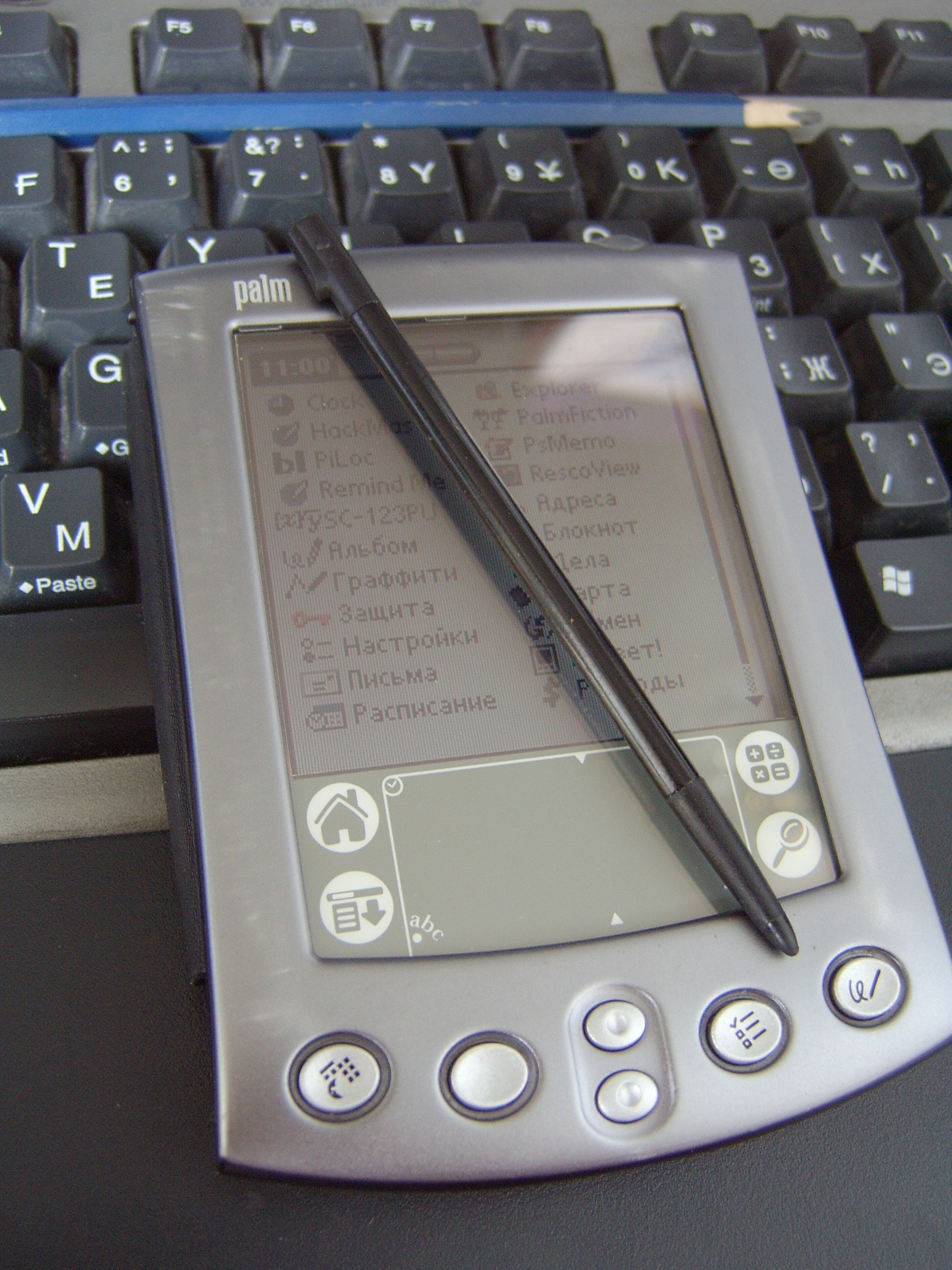
Palm m505

В 1992 году Джеф Хокинс, Донна Дубински и Эд Коллиган основали компанию Palm Computing. Назначением компании при её создании было создание ПО для устройства Zoomer, производившегося фирмой Casio, в частности программы «Граффити» (Graffiti) для распознавания рукописного ввода. Хотя Zoomer постиг коммерческий провал, фирма сумела выжить путём продажи «Граффити» фирме Apple для их нового портативного устройства Apple Newton, а также программы синхронизации фирме Hewlett Packard.
Фирма Palm Computing решила сама создать хороший КПК, названный Pilot. Перед тем как начать разработку Pilot, Хокинс в течение недели носил в своём кармане кусок дерева размером с будущее устройство. Первая модель, Pilot 1000, была выпущена в 1996 году. Pilot был широко воспринят как намного более удачный вариант, по сравнению с более ранними попытками компаний Go Corporation и Apple Computer создать популярный наладонный компьютер (см. Apple Newton).
В 1995 году Palm Computing была куплена компанией U.S. Robotics, а в 1997 — стала дочерней компанией фирмы 3Com, купившей U.S. Robotics. Группу основателей постепенно стало тяготить то, что они не имеют полного контроля над продуктом. В июле 1998, они покинули 3Com и основали компанию Handspring. Когда они ушли из Palm, Handspring получила лицензию на Palm OS, и компания стала первым лицензиатом Palm OS. Handspring начала с производства Handspring Visor — клона Palm, со слотом расширения Springboard и несколько модифицированным программным обеспечением.
В 2000 году Palm Computing выделилась в отдельную компанию (позже названную Palm Incorporated). Позднее, в 2003 г. Palm, Inc. была разделена на две компании: продающую устройства — palmOne (в этот момент к palmOne присоединилась Handspring) и разрабатывающую программное обеспечение и операционную систему Palm OS — PalmSource. В 2005 году palmOne обрела полные права на Palm, выкупив права, которыми владела PalmSource, и вновь сменив название на Palm.
В мае 2005 года PalmSource продала права на название «Palm» компании palmOne, а в сентябре сама стала частью компании ACCESS.
В 2009 году, на выставке CES, Palm представила смартфон Pre, который работал на принципиально новой операционной системе webOS, призванной составить конкуренцию iOS и Android. Несмотря на определенный интерес потребителей к этой модели, разработчики не торопились писать приложения под webOS, и Palm столкнулась с финансовыми трудностями. В 2010 году компания HP объявила о покупке Palm за 1,2 млрд долларов США, после чего продолжила выпускать смартфоны под брендом Pre, представив в будущем еще два поколения устройств, а также планшет HP Touchpad. Однако коммерческого успеха все они не имели, и уже в 2011 году HP приняла решение прекратить выпуск устройств на webOS.
Первые поколения Palm работали на популярных процессорах DragonBall. Более поздние модели используют вариации широко известной ARM-архитектуры: Texas Instruments OMAP и Intel Xscale.
Наладонники Palm постепенно всё улучшались, в последних моделях появилась тенденция объединения этих устройств со смартфонами. Последняя предложенная модель, Treo 680 — это Palm-устройство, содержащее мобильный телефон, возможность работы с электронной почтой, SMS и службой мгновенных сообщений.

## Модельный ряд
Полный список устройств, выпущенных компаниями Palm Computing и Handspring, приведён в статье Palm, Inc..